# Eefje van Wissen
Eefje van Wissen (17 november 1947) is een voormalige Nederlandse atlete, die gespecialiseerd was in de lange afstand. Ze werd vijfmaal op rij Nederlands kampioene op de marathon.

## Loopbaan
In 1983 won Van Wissen op het Nederlands kampioenschap marathon in Enschede haar eerste nationale titel in 2:41.37. Een jaar later prolongeerde ze deze titel tijdens de marathon van Amsterdam. Met een tijd van 2:43.15 kwam ze als eerste vrouw over de finish.
In 1985 won Van Wissen een bronzen medaille bij de NK veldlopen. Ze was toen net teruggekeerd uit Japan, waar zij op 23 februari als lid van de Nederlandse ploeg had deelgenomen aan de Ekiden in Yokohama. De ploeg, die verder bestond uit Carla Beurskens, Joke van Gerven, Carla Ophorst, Annie van Stiphout en Irene Wentzel, eindigde in de door de Russische ploeg gewonnen wedstrijd als negende in 2:26.18.
Later dat jaar won ze de allereerste Dam tot Damloop, toen deze nog alleen als trimloop werd verlopen. Op 12 oktober 1985 won ze de marathon van Enschede in een persoonlijk record van 2:39.32.
Van Wissen was aangesloten bij AV Hollandia.

## Nederlandse kampioenschappen
| Onderdeel | Jaar                         |
| --------- | ---------------------------- |
| marathon  | 1983, 1984, 1985, 1986, 1987 |

## Persoonlijke records
Baan
| Onderdeel | Prestatie | Datum            | Plaats      |
| --------- | --------- | ---------------- | ----------- |
| 1500 m    | 4.34,4    | 10 juli 1983     | Hoorn       |
| 3000 m    | 9.43,8    | 3 juni 1984      | Krommenie   |
| 5000 m    | 17.11,2   | 25 augustus 1983 | Grootebroek |
| 10.000 m  | 35.28,0   | 2 juli 1985      | Helmond     |

Weg
| Onderdeel    | Prestatie | Datum            | Plaats              |
| ------------ | --------- | ---------------- | ------------------- |
| 6 Eng. mijl  | 34.19     | 31 augustus 1983 | Nibbixwoud          |
| 10 km        | 35.03     | 30 oktober 1983  | Hoorn               |
| 15 km        | 52.36     | 9 maart 1984     | Alphen aan den Rijn |
| 10 Eng. mijl | 57.06     | 3 november 1985  | Amsterdam           |
| 20 km        | 1.11,14   | 24 april 1983    | Hilversum           |
| 25 km        | 1:30.15   | 23 januari 1983  | Grootebroek         |
| 30 km        | 1:51.39   | 17 februari 1985 | Ohmé                |
| marathon     | 2:39.32   | 22 juni 1985     | Enschede            |

## Palmares

### 5000 m
- 1985: 5e NK in Helmond - 17.22,0

### 10.000 m
- 1985:  NK - 35.28,0

### 15 km
- 1985: 4e NK in Dwingeloo - 55.24,9
- 1982: 4e Alphen aan den Rijn - 55.29
- 1982: 5e NK te Utrecht - 56.52,2
- 1983:  Alphen aan den Rijn - 53.27
- 1985: 4e Alphen aan den Rijn - 52.36

### 10 Eng. mijl
- 1985:  Dam tot Damloop - 57.06
- 1986: 4e Dam tot Damloop - 59.25

### 20 km
- 1985:  Zilveren Molenloop - 1:13.28

### halve marathon
- 1980:  halve marathon van Egmond - 1:29.25
- 1983:  Groet uit Schoorl Run - 1:18.04
- 1984: 4e halve marathon van Egmond - 1:19.06
- 1984:  Groet uit Schoorl Run - 1:17.12
- 1984: 5e City-Pier-City Loop - 1:15.16
- 1985: 7e halve marathon van Egmond - 1:31.58
- 1987:  Groet uit Schoorl Run - 1:20.34

### 25 km
- 1982:  Paderborner Osterlauf - 1:36.38
- 1983:  Paderborner Osterlauf - 1:31.24
- 1986: 4e Paderborner Osterlauf - 1:31.50

### 30 km
- 1985:  Ome-Hochi - 1:51.39
- 1988: 4e Groet uit Schoorl - 2:04.17

### marathon
- 1980:  marathon van Zwolle - 3:11.31
- 1981:  marathon van Amsterdam - 3:00.57
- 1982:  NK in Amsterdam - 2:49.40 (3e overall)
- 1983:  marathon van Apeldoorn - 2:46.38
- 1983: 15e marathon van Los Angeles - 2:42.26
- 1983:  NK in Enschede - 2:41.37 (6e overall)
- 1984: 14e marathon van Osaka - 2:42.24
- 1984:  NK in Amsterdam - 2:43.51 (1e overall)
- 1984:  marathon van Seoel - 2:43.57
- 1985:  NK in Enschede - 2:39.32 (1e overall)
- 1985:  Westland Marathon - 2:43.17
- 1985: 17e marathon van Tokio - 2:48.29
- 1986:  NK in Maassluis - 2:40.07 (1e overall)
- 1986: 13e marathon van Tokio - 2:45.51
- 1987:  marathon van Amsterdam - 2:45.58
- 1987:  NK in Enschede - 2:46.28 (2e overall)
- 1987:  marathon van Toronto - 2:46.51,6
- 1988: 8e marathon van Kosice - 2:59.33

### veldlopen
- 1983: 84e WK in Gateshead - 15.24
- 1984: 4e NK - 16.04
- 1985:  NK - 17.05
- 1985: 110e WK in Lissabon (5000 m)
- 1986: 12e NK - 16.24